# 데라시마 하루히
데라시마 하루히(일본어: 寺島 はるひ, 1993년 11월 9일~)는 일본의 축구 선수이다.

## 구단 경력
그는 2016년 일본 풋볼 리그의 도쿄 무사시노 시티 FC에 입단했다. 2019년까지 76경기에 출전하여, 6득점을 넣었다. 2020년 나라 클럽로 이적했다. 2022년 일본 풋볼 리그 우승으로 J3리그로 승격했다. 2024년까지 71경기에 출전하여, 3득점을 넣었다. 2024년후 현역 은퇴.